# Повелич
Повелич (серб. Повелич) — населенный пункт (деревня) в общине Србац, который принадлежит энтитету Республике Сербской, Босния и Герцеговина. По результатам югославской переписи населения 1991 года в Повеличе проживало 1219 человек.

## География
В Повеличе также есть природный заповедник с целебной водой, от которого в 2002 году Правительство Республики Сербской решило строить оттуда водовод в ближайшие деревни.

## Население
| 1948                           | 1953 | 1961 | 1971 | 1981 | 1991 | - |
| ------------------------------ | ---- | ---- | ---- | ---- | ---- | - |
| 993                            | 1001 | 1017 | 1081 | 1234 | 1219 | - |
| Гистограмма динамики населения |      |      |      |      |      |   |

### Национальный состав
1961 год:
- Сербы — 1006
- Хорваты — 2
- Югославы — 0
- Мусульмане — 7
- Другие — 2

1971 год:
- Сербы — 1069
- Хорваты — 3
- Югославы — 1
- Мусульмане — 6
- Другие — 1
- Венгры — 1

1981 год:
- Сербы — 1109
- Хорваты — 61
- Югославы — 4
- Мусульмане — 4
- Другие — 53
- Македонцы — 2
- Словенцы — 1

1991 год:
- Сербы — 1120
- Хорваты — 4
- Югославы — 44
- Мусульмане — 3
- Другие — 48